# Mathias Norsgaard
Mathias Norsgaard Jørgensen (* 5. Mai 1997 in Silkeborg) ist ein dänischer Radrennfahrer. Er gilt als guter Zeitfahrer.

## Sportlicher Werdegang
Als Junior war Norsgaard mit der dänischen Nationalmannschaft bei der Tour de l’Abitibi, bei Aubel-Thimister-La Gleize, beim  Sint-Martinusprijs Kontich und beim Coupe du Président de la Ville de Grudziądz erfolgreich. Mit dem Wechsel in die U23 wurde er 2016 Mitglied in der SEG Racing Academy, bereits ein Jahr später wechselte er zum damaligen UCI Continental Team Giant-Castelli. Für das Team gewann er das renommierte Zeitfahren Chrono des Nations in der U23.
Zur Saison 2018 erhielt Norsgaard einen Vertrag beim Riwal Cycling Team. In dieser Saison konnte er den Erfolg beim Chrono des Nations wiederholen, wurde Dänischer Meister im Einzelzeitfahren der U23 und gewann die Bronzemedaille bei den UCI-Straßen-Weltmeisterschaften 2018 im Einzelzeitfahren der U23. Ein Jahr später gewann er das Duo Normand und im UCI Nations’ Cup U23 eine Etappe bei der Tour de l’Avenir.
Seit der Saison 2020 ist Norsgaard Mitglied im Movistar Team. Sein bestes Ergebnis für sein neues Team ist bisher ein zweiter Platz auf der dritten Etappe der Benelux Tour 2021. 2022 wurde er im Einzelzeitfahren erstmals Dänischer Meister in der Elite. 2023 gewann er im Trikot der Nationalmannschaft den Grand Prix Herning in seiner Heimat Dänemark.

## Familie
Mathias Norsgaard ist der ältere Bruder von Emma Norsgaard Jørgensen, die ebenfalls professionelle Straßenradrennfahrerin ist.

## Erfolge
2014
- eine Etappe Tour de l’Abitibi
- eine Etappe Coupe du Président de la Ville de Grudziądz

2015
- eine Etappe Aubel-Thimister-La Gleize
- Mannschaftszeitfahren Sint-Martinusprijs Kontich
- eine Etappe Coupe du Président de la Ville de Grudziądz

2017
- Chrono des Nations (U23)

2018
- Chrono des Nations (U23)
- Weltmeisterschaften – Einzelzeitfahren (U23)
- Dänischer Meister – Einzelzeitfahren (U23)

2019
- Duo Normand mit Rasmus Quaade
- eine Etappe Tour de l’Avenir
- Dänischer Meister – Mannschaftszeitfahren

2022
- Dänischer Meister – Einzelzeitfahren

2023
- Grand Prix Herning

## Grand Tours
| Grand Tour            | 2022 | 2023 | 2024 |
| --------------------- | ---- | ---- | ---- |
| Giro d’ItaliaGiro     | –    | –    | –    |
| Tour de FranceTour    | –    | –    | –    |
| Vuelta a EspañaVuelta | DNF  | –    | –    |